# Лисенков, Сергей Михайлович
Серге́й Михайлович Лисенко́в (род. 17 июня 1991, Актюбинск) — казахстанский футболист, нападающий.

## Карьера

### Клубная
Выпускник ОДЮСШР № 8, прошёл футбольную школу казахстанского «Актобе». В сезоне 2009 он дебютировал в чемпионате Казахстана. В следующем сезоне Лисенков провёл свой первый матч в рамках Лиги Европы: 19 августа 2010 года он вышел на замену в квалификационной игре против голландского АЗ. В сезоне 2011 года сыграл в первенстве страны 29 матчей и забил 7 голов, чем помог «Актобе» завоевать третье место.

### В сборной
Лисенков начал привлекаться к играм юношеской сборной Казахстана в 2009 году. С 2010 года играл за молодёжную команду страны. Игрок принял участие в Кубке Содружества 2012, на котором провёл 6 матчей, а во встрече со сверстниками из Туркменистана отметился забитым голом. В итоге Казахстан занял 7 место на данном турнире.

## Достижения
«Актобе»
- Чемпион Казахстана: 2009
- Серебряный призёр чемпионата Казахстана: 2010
- Бронзовый призёр чемпионата Казахстана: 2011